# 吳康侯 (嘉定)
吳康侯（17世紀—17世紀），字得全，號定遠，南直隸蘇州府嘉定縣人，清朝政治人物。

## 生平
吳康侯是崇禎十二年（1639年）己卯科應天鄉試舉人。會試落地，往來燕趙間，與畸人俠客馳馬擊劍。
康熙二年（1663年），吳康侯擔任武康知縣，任內布衣疏食、徵稅平準，推卻下屬進獻五百金，又親自擒拿盜賊，率領獵人捕獵老虎，手持數十斤鐵槊，把老虎一擊即殺，虎患平息，其後因江南奏銷案罷歸，人民都哭著挽留他，回鄉遷居孩兒橋，從事校對和作畫，善畫龍虎竹石，畫風雄勁蒼古，而所作詩歌有奇氣，八十歲去世。

## 引用
1. ↑  道光《武康縣志·卷十七·列傳一》：吳康侯，號定遠，嘉定舉人，康熙二年知縣事，有文有行，布衣疏食，徵收平準，不二載以本籍逋課解任，布襪青鞵、放情山水，邑之名勝靡不遊覽，去之日扳轅道左有泣下者。
2. ↑  光緒《嘉定縣志·卷十六·人物志一》：吳康侯，字得全，一字定遠，明崇禎己卯舉人，入都下第，嘗往來燕趙間，與畸人俠客馳馬擊劍，康熙初知武康縣，始至吏循故事進五百金卻之，邑多山為盜藪，康侯素負勇力、善騎射，親擒治之，盜屏跡；有虎患，率獵人往捕，手鐵槊數十斤，所擊輒斃，虎患亦息。在任三年以本籍奏銷案罷歸，徙居孩兒橋，家多積書，丹鉛不輟，善畫龍虎竹石雄勁蒼古，詩豪有奇氣，卒年八十。